# Metopodicha
Metopodicha là một chi bướm đêm thuộc họ Noctuidae.

## Loài
- Metopodicha antherici (Christoph, 1884)
- Metopodicha ernesti Draudt, 1936
- Metopodicha longicornis Boursin, 1957